# バレーボールクロアチア女子代表
バレーボールクロアチア女子代表（バレーボールクロアチア じょしだいひょう）は、バレーボールの国際大会で編成されるクロアチアの女子バレーボールナショナルチームである。
1991年まではユーゴスラビアの一部だったため、本項では1992年以降の成績を記す。

## 歴史
1992年に国際バレーボール連盟へ加盟。
1993年のヨーロッパ選手権より本格的に国際大会へ参戦し、後に大エースへ成長するバーバラ・イエリッチが同大会でデビューした。ヨーロッパ選手権には1995年から3大会連続で銀メダルを獲得した。世界三大大会には1995年ワールドカップに初出場した。アトランタ五輪は最終予選で敗退。
1998年に日本で開催された世界選手権に初出場ながらも6位と好成績を残した。その後も1999年ワールドカップ、2000年シドニー五輪に出場した。
その後は国際舞台から姿を消していたが、シドニー五輪以来10年ぶりに三大大会に出場した2010年世界選手権では初戦で強豪キューバ を下すなど健闘した。2011年ヨーロッパ選手権は13位、2013年ヨーロッパ選手権は5位に入った。
2014年のワールドグランプリにFIVB招待枠として初出場を果たし、グループ3で3位となった。同年9-10月にイタリアで開催された世界選手権では1次ラウンドでドイツを、2次ラウンドでは日本をフルセットの末に下し13位と健闘を見せた。

## 過去の成績

### オリンピックの成績
- 1992年 - 不出場
- 1996年 - 最終予選敗退
- 2000年 - 7位
- 2004年 - 不出場
- 2008年 - 欧州予選敗退
- 2012年 - 欧州予選敗退
- 2016年 - 欧州予選敗退

### 世界選手権の成績
- 1994年 - 不出場
- 1998年 - 6位
- 2002年 -  欧州予選敗退
- 2006年 - 欧州予選敗退
- 2010年 - 17位
- 2014年 - 13位

### ワールドカップの成績
- 1995年 - 4位
- 1999年 - 8位
- 2003年 - 不出場
- 2007年 - 不出場
- 2011年 - 不出場

### 欧州選手権の成績
- 1993年 - 6位
- 1995年 - 準優勝
- 1997年 - 準優勝
- 1999年 - 準優勝
- 2001年 - 9位
- 2005年 - 8位
- 2007年 - 14位
- 2009年 - 16位
- 2011年 - 13位
- 2013年 - 5位
- 2015年 - 10位

## 歴代代表選手
- バーバラ・イエリッチ
- ナターシャ・オスモクロビッチ
- イリーナ・キリロワ
- エレーナ・チェブキナ
- マリヤナ・リビチッチ
- イングリッド・シスコビッチ
- ビリヤナ・グリゴロビッチ
- セナ・ウーシッチ
- マーヤ・ポリャク
- ミア・イエルコフ
- サーニャ・ポポビッチ
- マリナ・カティッチ
- カタリナ・バルン
- イバナ・ミロシュ
- アナ・グルバッチ
- ハナ・クトゥラ
- ミラ・トピッチ
- エレナ・アライベク
- ベルナルダ・ブルチッチ
- ニコリナ・イェリッチ
- ベータ・ドゥマンチッチ
- サマンタ・ファブリス